# Otto VII. (Meranien)

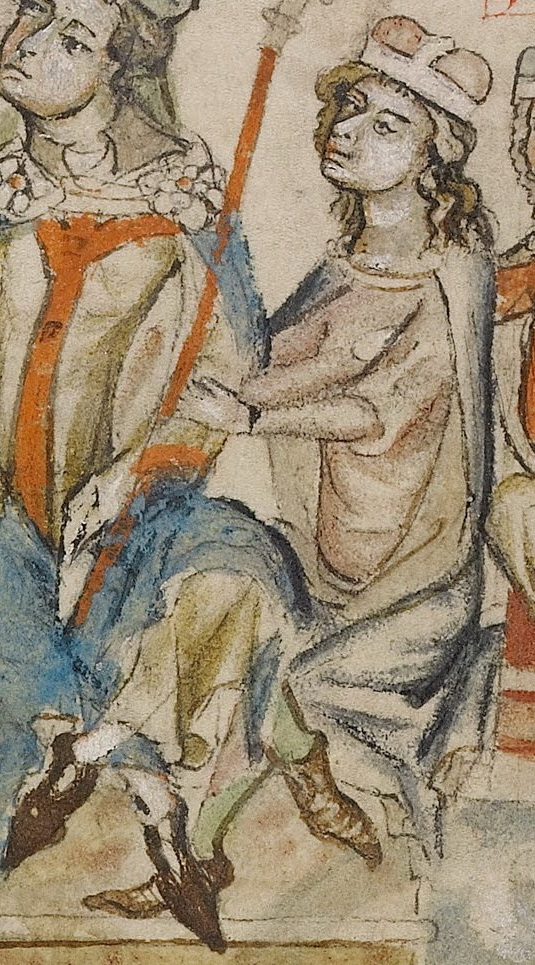
Otto VII., Abbildung im Hedwig Codex (1353), Los Angeles, J. Paul Getty Museum, Ms. Ludwig XI 7, fol. 10v

Otto VII. von Andechs († 7. Mai 1234 in Besançon) war seit 1205 als Otto I. Herzog von Meranien und als Otto II. seit 1211 Pfalzgraf von Burgund. Von 1228 bis 1230 war er Markgraf von Istrien.
Otto war der Sohn des Berthold IV. von Andechs und der Agnes von Rochlitz. Im Jahr 1205 trat er die Nachfolge seines Vaters als Herzog von Meranien an.
Er heiratete in erster Ehe am 21. Juni 1208 in Bamberg Beatrix von Staufen († 7. Mai 1231), Pfalzgräfin von Burgund, Tochter des Pfalzgrafen Otto I. und der Margarete von Blois, Pfalzgräfin von Burgund, und damit eine Enkelin Kaiser Friedrich Barbarossas. Aufgrund dieser Ehe übernahm er 1211 (als Otto II.) von seiner Schwiegermutter die Regierung in der Pfalzgrafschaft.
Er nahm an der Reichsversammlung in Worms im Frühjahr 1231 teil, auf der unter anderem das sogenannte Statutum in favorem principum erlassen wurde.
1228 erbte er von seinem Bruder Heinrich, der wegen der angeblichen Teilnahme an der Ermordung des deutschen Königs Philipp von Schwaben von 1208 bis 1211 geächtet war, die verbliebenen Ländereien.
In zweiter Ehe heiratete er Sophie von Anhalt; † zwischen 23. November 1272 und 5. Januar 1274, Tochter des Fürsten Heinrich I. Diese Ehe blieb kinderlos.
Otto I. wurde in Langheim begraben. Seine Witwe heiratete in zweiter Ehe Graf Siegfried von Regenstein; † 12. März 1240/46, in dritter Ehe Otto den Jüngeren von Hadmersleben, 1269/76 bezeugt; † vor 1280.

## Nachkommen
Otto hatte aus seiner Ehe mit Beatrix von Staufen sechs Kinder:
- Otto VIII., 1226 bezeugt; † 19. Juni 1248 auf der Burg Niesten, 1234 Herzog von Meranien und Pfalzgraf (Otto III.) von Burgund, begraben in Langheim;

⚭ 1234 Elisabeth von Tirol; † 10. Oktober 1256, Tochter des Grafen Adalbert III. von Tirol, die in zweiter Ehe 1249 Gebhard IV., seit 1240 Graf von Hirschberg († 27. Februar 1275) heiratete. Mit Otto II. starb die Familie aus.
- Agnes; † zwischen 1. November 1260 und 7. Januar 1263, begraben in Sittich;

⚭ I 1229, geschieden 1240, Friedrich, Herzog von Österreich; † 15. Juni 1246 (Babenberger);
⚭ II 1248/56 Ulrich III., 1256 Herzog von Kärnten, 1251 Herr von Krain, († 27. Oktober 1269) (Spanheimer)
- Beatrix; † nach 14. November 1265; ⚭ Hermann II. Graf von Orlamünde; † 1247
- Margareta; † 18. Oktober 1271;

⚭ I vor 25. September 1232 Přemysl von Mähren; † 16. Oktober 1239;
⚭ II 2. Juni 1240 Friedrich von Truhendingen, 1223 bezeugt; † 30. August 1274
- Adelheid; † 8. März 1279 in Evian, 1222 bezeugt, 1248 Erbin der Pfalzgrafschaft Burgund, begraben in der Abtei Cherlieu;

⚭ I (Ehevertrag am 1. November 1236) Hugo von Salins, Herr von Salins, 1248 Graf von Burgund; † 1266 nach dem 12. November (Haus Chalon);
⚭ II 11. Juni 1267 Philipp I., 1268 Graf von Savoyen, 1267/79 Graf von Burgund; † 16. August 1285 (Haus Savoyen)
- Elisabeth; † 18. Dezember 1272; ⚭ vor 10. Mai 1251 Friedrich III. von Zollern, Burggraf von Nürnberg; † 12. August 1297 in Cadolzburg (Hohenzollern)